# W25

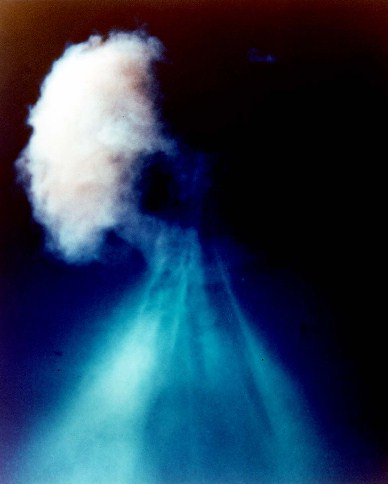
Plumbbob John — ядерное испытание ракеты AIR-2 Genie 19 июля 1957 года. Выпущена с борта F-89J ВВС США над ядерным полигоном Yucca Flat в Неваде на высоте 15000 ft.

W25 — ядерная боеголовка малой мощности, разработанная Лос-Аламосской лабораторией для оснащения авиации ПВО ВВС США с номинальной мощностью 1.5 кт. Разработка боеголовки началась в 1954 году по заказу Douglas Aircraft для установки на неуправляемые ракеты класса «воздух—воздух» и использования против бомбардировщиков противника. Серийное производство боеголовок было налажено на Берлингтонском армейском оружейном заводе корпорации General Mills, всего было произведено 3150 боеголовок модификаций Mod 0 и Mod 1.
W25 применялась в неуправляемой ракете воздух-воздух AIR-2 Genie, используемой на самолётах F-89 Скорпион, F-101, и самолётах-перехватчиках F-106. MB-1 поступила на вооружение в 1957 году, и была в конечном счёте переименована в AIR-2 Genie. Кроме ВВС США использовалась только в ВВС Канады, чьи CF-101 Voodoos были носителями AIR-2 Genie до 1984 года с использованием двойного ключа ядерного обмена. Ограниченное число также использовалось до декабря 1984 года на F-106 ВВС Национальной гвардии США.

## Описание
- Диаметр — 44 см
- Длина —  68 см
- Вес — 98.8 - 100.2 кг[5]

W25 имела комбинированный (уран и плутоний) ядерный заряд и была первым ядерным устройством США, выполненным по технологии sealed pit, т.е. помещённым в герметичный металлический корпус. Это защищает ядерные материалы от деградации под воздействием окружающей среды и снижает риск радиоактивного заражения в случае случайного возгорания или незначительного взрыва.